# 서울돈암초등학교
서울돈암초등학교는 대한민국 서울특별시 성북구 동소문동6가에 있는 공립 초등학교이다.

## 학교 연혁
- 1944년 9월 30일 개교(혜화, 효제에서 분리)
- 1996년 3월 1일 서울돈암초등학교로 개칭
- 2003년 3월 1일 본관 개축 공사
- 2003년 12월 3일 돈암교육문화관 개관
- 2005년 9월 27일 신축공사 서관 개관식
- 2006년 2월 15일 병설유치원 개원
- 2007년 9월 28일 신축공사(본관) 이전
- 2009년 9월 1일 영어전용교실(2관) 개관
- 2021년 3월 1일 제28대 류지현 교장 부임
- 2022년 2월 10일 제78회 졸업식(졸업생 177명, 총 46475명)
- 2023년 1월 9일 제79회 졸업식(졸업생 183명, 총 46663명)
- 2024년 9월 30일 개교 80주년

## 참고 자료
- 서울돈암초등학교 - 한국교육학술정보원 학교알리미